# Böotische Vasenmalerei

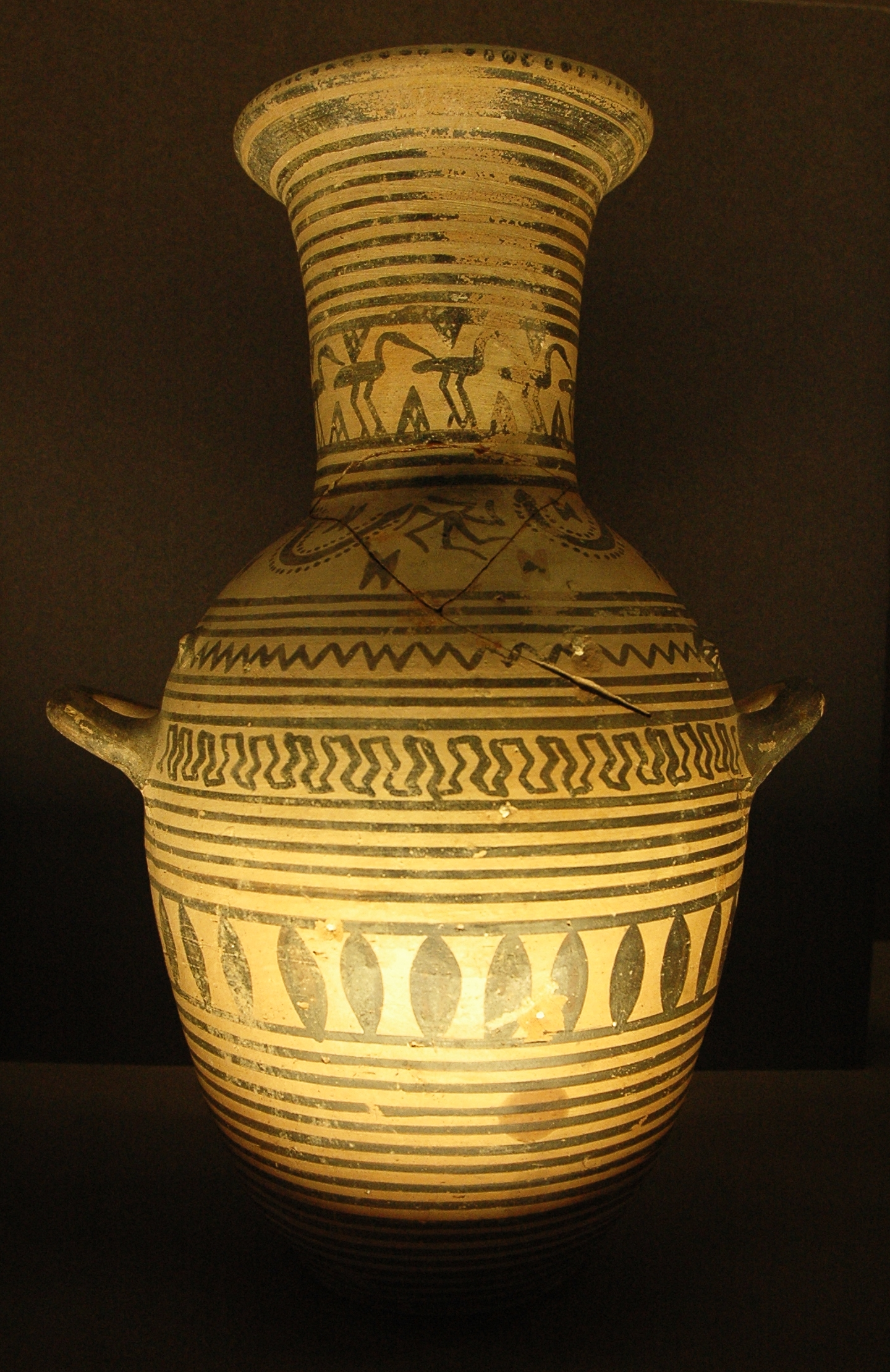
Spätgeometrische Hydria, um 700/675 v. Chr.

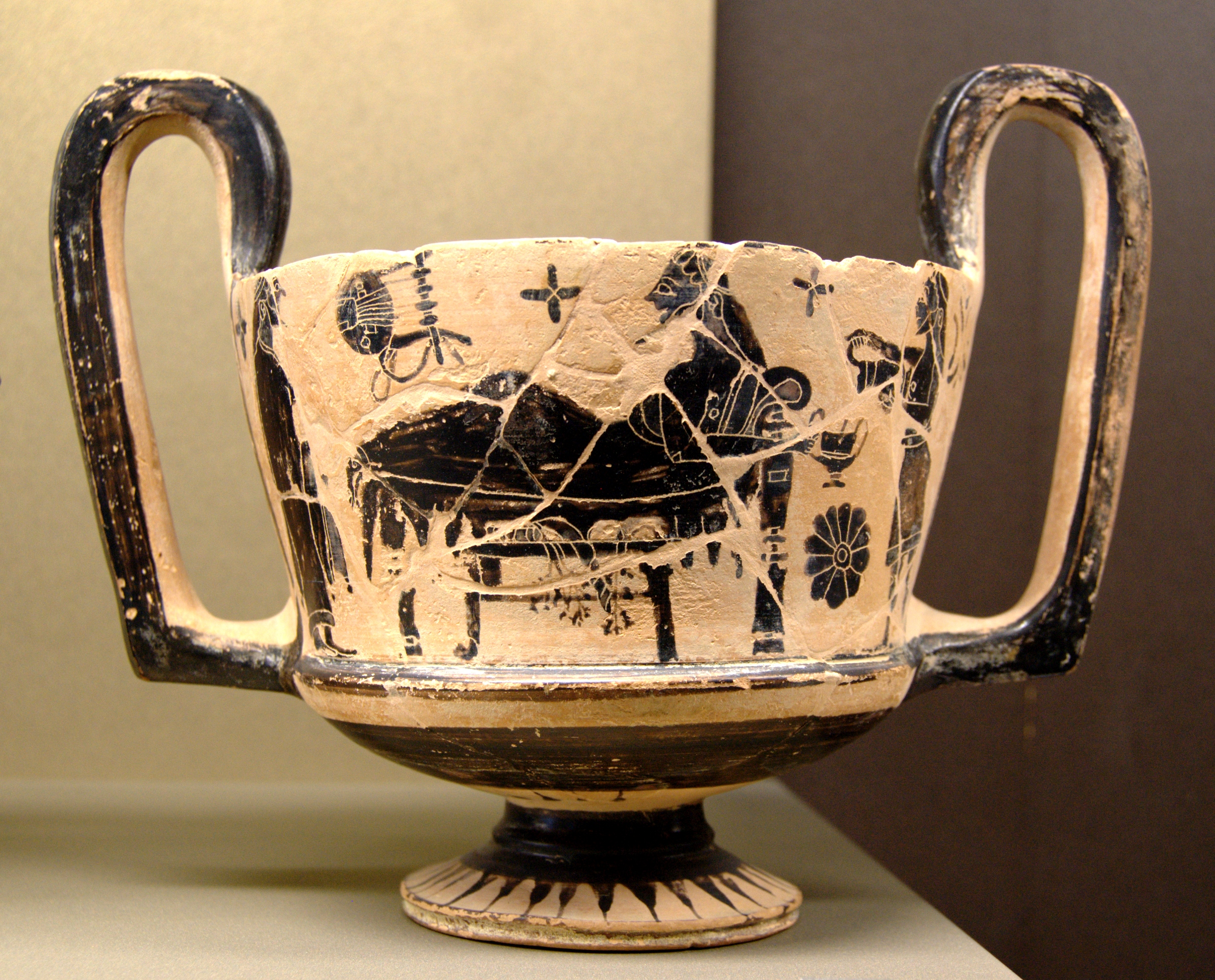
Bankett-Szene auf einem Kantharos der Böotischen-Tänzer-Gruppe, um 560 v. Chr.

Die Böotische Vasenmalerei war ein regionaler Stil der griechischen Vasenmalerei. In Böotien wurden seit der geometrischen Zeit bis zum 4. Jahrhundert v. Chr. ornamental und figürlich bemalte Vasen produziert, die jedoch meist anderen Schulen der Vasenmalerei nachstanden.

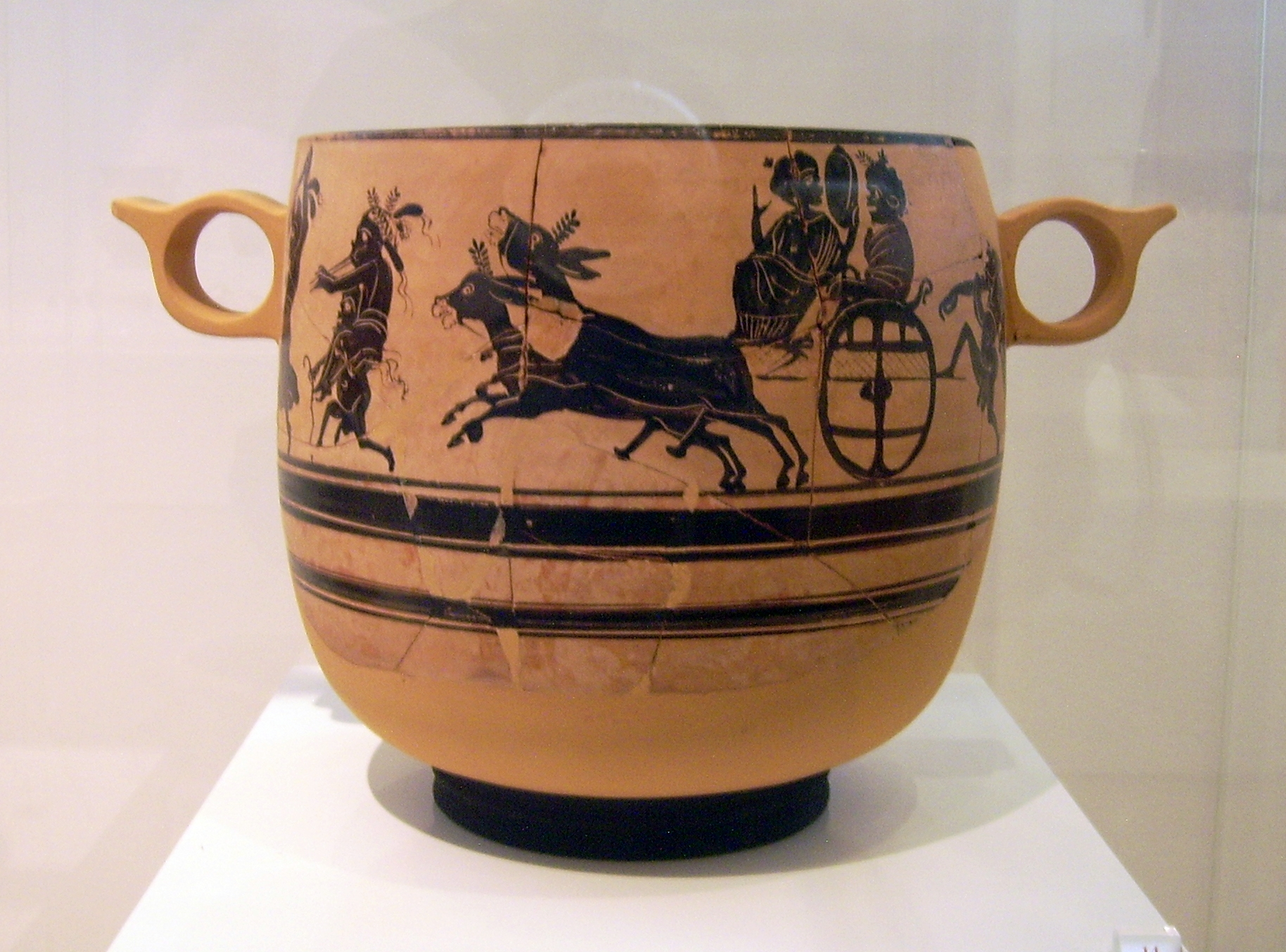
Kabiren-Skyphos. Prozession zum Heiligtum der Kabiren. Vom Mystai-Maler. Spätes 5./frühes 4. Jahrhundert v. Chr.

Die geometrische Vasenmalerei Böotiens war eher unbelebt und vor allem im Vergleich zur führenden Keramik aus Attika eher provinziell. Häufig wurde die Keramik Attikas nur imitiert. Anschließend hielt sich für längere Zeit der subgeometrische Stil, und es brauchte eine gewisse Zeit, bis sich der orientalisierende Stil durchsetzen konnte. Nachdem er sich jedoch durchgesetzt hatte, standen florale und andere Ornamente hoch im Kurs. Es wurde mit polychromen Effekten, aufgesetztem Rot und Weiß, experimentiert und in begrenztem Maße mit figürlichen Bildern (Tiere und Menschen). Einflüsse kamen eher von den Arbeiten in Attika und Ostgriechenland als vom eigentlichen Zentrum des orientalisierenden Stils, Korinth.

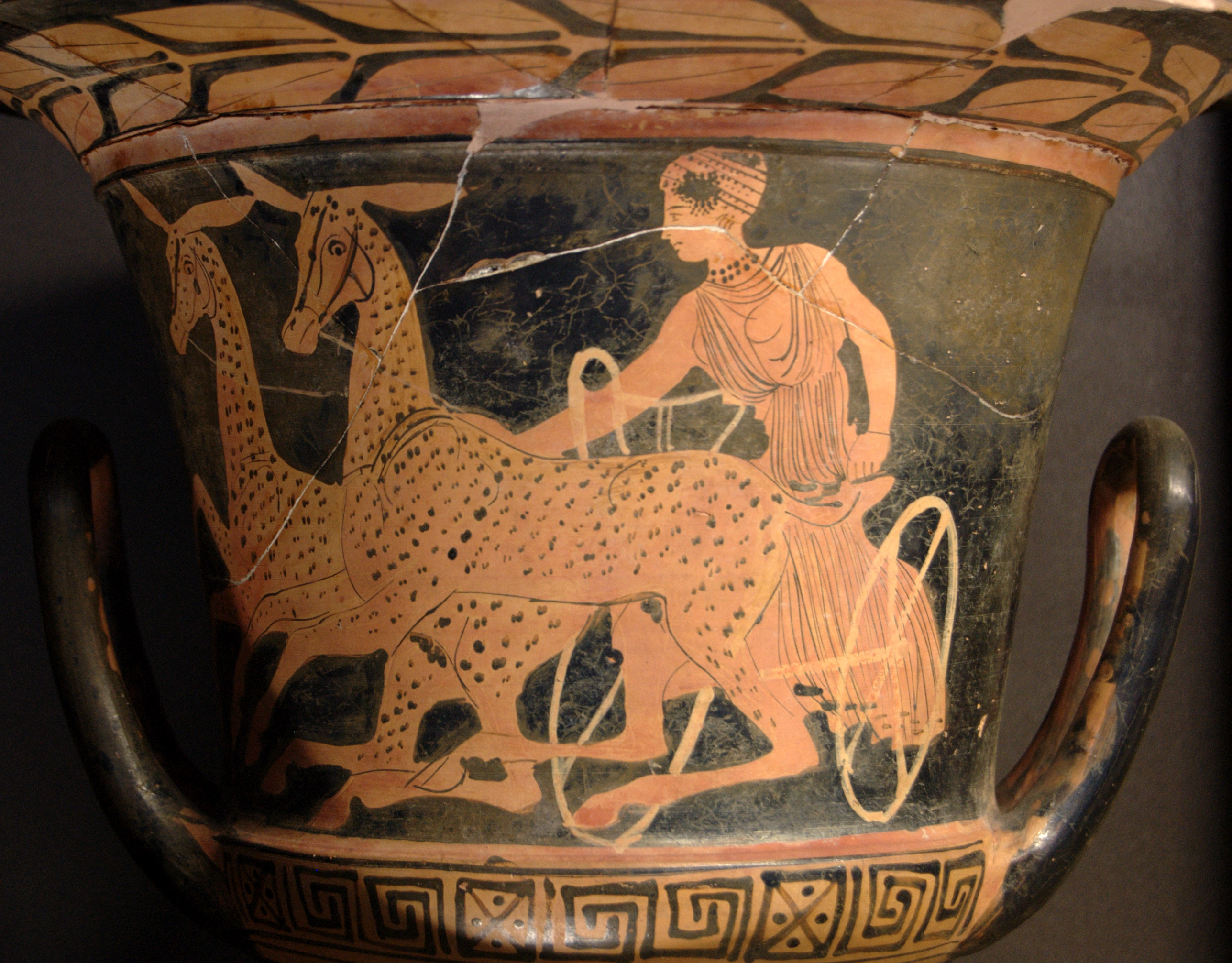
Artemis in einem Streitwagen auf einem Kantharos des Malers des großen Athener Kantharos, um 450/25 v. Chr.

Vom 6. bis ins 4. Jahrhundert v. Chr. wurden in Böotien schwarzfigurige Vasen produziert. Noch im frühen 6. Jahrhundert v. Chr. verwendeten viele böotische Maler die orientalisierende Umrisstechnik. Danach orientieren sie sich besonders eng an der attischen Produktion. Manchmal fällt eine Unterscheidung und Zuweisung zu einer der beiden Regionen schwer, auch kann es zu Verwechslungen mit korinthischer Keramik kommen. Nicht selten werden attische und korinthische Vasen minderer Keramik als böotische Werke eingeordnet. Es gab wohl einen Austausch von Handwerkern mit Attika, mindestens einmal ist nachgewiesen, dass ein attischer Töpfer nach Böotien auswanderte (Pferd-Vogel-Maler, möglicherweise auch der Tokra-Maler, unter den Töpfern sicher Teisias). Wichtigste Motive sind Tierfriese, Symposien und Komasten. Mythenbilder sind eher selten; wenn sie vorkommen, wird meist Herakles oder Theseus gezeigt. Für das späte 6. Jahrhundert und das 5. Jahrhundert ist ein silhouettenartiger Stil vorherrschend. Bemalt werden vor allem Kantharoi, Lekaniden, Schalen, Teller und Kannen. Zwischen 420 und 350 v. Chr. waren die sogenannten Kabiren-Vasen der schwarzfigurige Hauptstil in Böotien. Wie in Athen gibt es Lieblingsinschriften. Besonders gern stellten böotische Töpfer plastische Gefäße her, zudem Kantharoi mit plastischen Ansätzen und Dreifuß-Pyxiden. Aus Athen werden auch Lekanis, Schale und Halsamphora übernommen. Der Malstil wirkt häufig komisch, gezeigt werden bevorzugt Komasten und Satyrn.
Die böotische Vasenmalerei im rotfigurigen Stil hatte ihre Blütezeit in der zweiten Hälfte des 5. und den ersten Jahrzehnten des 4. Jahrhunderts v. Chr. Die Töpfer versuchten durch einen rötlichen Überzug attische Vasen zu imitieren. Das war nötig, da der Ton Böotiens heller, etwa ledergelb, war. Der verwendete Firnis ist braunschwarz. Die Inschriften wurden meist eingeritzt. Den Figuren fehlt die plastische Tiefe der attischen Vorbilder. Zudem gibt es keine echte Entwicklung in der böotischen Malerei, es waren schlicht Versuche, die attischen Darstellungsformen zu kopieren. Der wichtigste Künstler waren der Maler des Paris-Urteils, der sich vor allem an Polygnotos und dem Lykaon-Maler orientierte, der Maler der Athener Argosschale, der an den Schuwalow-Maler und den Marlay-Maler erinnert, sowie der Maler des großen Athener Kantharos. Letzterer steht dem attischen Dinos-Maler so nahe, dass er möglicherweise von diesem ausgebildet wurde.